# تحالف الخطوط الجوية الأفريقية
تحالف الخطوط الجوية الأفريقية هي شركة طيران قابضةمملوكة للصوماليين ومقرها في مقديشو . 

## ملخص
تأسس تحالف الخطوط الجوية الأفريقية في 19 فبراير 2015، عندما اندمجت خطوط دالو الجوية مع خطوط جوبا الجوية . الشركة الجديدة مملوكة بالتساوي لمؤسسي شركتي الطيران.  في هذا الوقت، قدمت كلتا الشركتين معًا 13 وجهة بما في ذلك دبي وجدة ونيروبي مع خطط لتوسيع شبكاتها وأسطولها بشكل كبير في السنوات القادمة.  اعتبارًا من عام 2021، ستواصل كلتا الشركتين العمل تحت علاماتهما التجارية المنفصلة.